# Котингіта андійська
Котингіта андійська (Laniisoma buckleyi) — вид горобцеподібних птахів родини бекардових (Tityridae).

## Поширення
Вид поширений у вологих андських лісах у Венесуелі, Колумбії, Еквадорі, Перу та Болівії.

## Спосіб життя
Полює на комах, інколи поїдає дрібні плоди (переважно омели). Розмножується взимку. Будує крихітне чашоподібне гніздо на сухих гілках у кронах дерев, прикрасивши його лишайниками для камуфляжу. Самиця, як правило, відкладає лише одне яйце.

## Підвиди
Таксон включає два підвиди:
- Laniisoma buckleyi venezuelense Phelps, Sr & Gilliard, 1941 — північний схід Колумбії та північний захід Венесуели;
- Laniisoma buckleyi buckleyi (Sclater, PL & Salvin, 1880) — схід Еквадору та схід Перу;
- Laniisoma buckleyi cadwaladeri Carriker, 1935 — північний захід Болівії.